# Гренье, Шарль
Жан Шарль Мари́ Гренье́ (фр. Jean Charles Marie Grenier, 1808 — 1875) — французский ботаник, профессор ботаники, зоолог, натуралист (естествоиспытатель).

## Биография
Жан Шарль Мари Гренье родился 4 ноября 1808 года.
Он был профессором ботаники на Факультете Наук в Безансоне.
Гренье описал сотни видов растений, многие из которых в сотрудничестве с ботаником, врачом и профессором естествознания Домиником Александром Годроном (1807—1880). Совместно с профессором Годроном он опубликовал трёхтомный труд по французской флоре под названием Flore de France (1848—1856). Гренье был также автором работы Flore de la châine jurassique (1865—1875).
Жан Шарль Мари Гренье умер 9 ноября 1875 года.

## Научные работы
- Flore de France, en collaboration avec le professeur Dominique Alexandre Gordon. 3 vols. 1848—1856.
- Flore de la châine jurassique. 3 vols. 1865—1875.